# Amleto (film 1921)
Amleto (Hamlet), film danese prodotto in Germania dall'attrice di cinema muto Asta Nielsen, e co-diretto da Svend Gade. Asta Nielsen ne è protagonista, recitando il ruolo del titolo.
Il suo Amleto non si basa soltanto sul testo del Bardo, ma trae spunto anche da una novella, di cui in quegli anni si parlò molto, del professor E. Vining.

Orazio, nel film, non è solo il miglior amico di Amleto, tanto da diventare rivale di Ofelia. Le scene tra Amleto e Orazio, e in misura minore tra Amleto e Fortebraccio, sono scene molto intense, apparendo come scene di seduzione omosessuale.
Per la 57ª edizione del Festival del Cinema di Berlino il film è stato restaurato dalla ZDF-ARTE in collaborazione con Filmmuseum Berlin. Le musiche originali sono state composte ex novo dal clarinettista e compositore Michael Riessler che le ha poi eseguite dal vivo nell'ambito del festival il 10 febbraio 2007 (in occasione della prima mondiale della proiezione della versione restaurata) insieme al duo Lisma Project, formato da Enrico Melozzi e Stefano de Angelis. 
Il film è stato mixato dai Lisma Project in collaborazione con Federico Savina conosciuto come il "padre del Surround" in Italia: Hamlet risulta essere il primo film muto della storia mixato in 5.1.

## Produzione
Prodotto da Asta Nielsen, il film venne girato negli studi berlinesi dello Jofa-Atelier a Johannisthal.

## Distribuzione
Il film, in Norvegia, venne distribuito dalla Kinografen; negli Stati Uniti, dalla Asta Films.